# Wspólnota administracyjna Olbersdorf
Wspólnota administracyjna Olbersdorf (niem. Verwaltungsgemeinschaft Olbersdorf) – wspólnota administracyjna w Niemczech, w kraju związkowym Saksonia, w okręgu administracyjnym Drezno, w powiecie Görlitz. Siedziba wspólnoty znajduje się w miejscowości Olbersdorf.
Wspólnota administracyjna zrzesza cztery gminy wiejskie: 
- Bertsdorf-Hörnitz
- Jonsdorf
- Olbersdorf
- Oybin